# Loxostege fuscivenalis
Loxostege fuscivenalis là một loài bướm đêm trong họ Crambidae.